# Pelle Lindbergh
Per-Eric Göran "Pelle" Lindbergh (24. května 1959 ve Stockholmu, Švédsko – 11. listopadu 1985 v Somerdale, New Jersey, USA) byl švédský hokejový brankář, který se prosadil do NHL v dresu Philadelphia Flyers. Jeho kariéru ukončila smrtelná autonehoda ve věku 26 let.

## Reprezentace
Švédský brankářský talent se na významné akci objevil v roce 1976, kdy byl na mistrovství Evropy juniorů v Československu součástí stříbrného mužstva. O rok později se stal na šampionátu v Západním Německu se svými spoluhráči mistrem Evropy v této věkové kategorii. Při obou startech na MEJ byl vyhlášen nejlepším brankářem. (v letech 1976 a 1977 se měnilo věkové omezení turnaje, turnaj 1976 byl pro hokejisty do 19 let, následující ročník již byl omezen 18 lety)
Třikrát startoval na mistrovství světa hráčů do 20 let. V roce 1977 v Československu,1978 v Kanadě (stříbro) a 1979 ve Švédsku (bronz, nejlepší brankář, All Star tým).
Již v juniorském věku se prosadil do mužského švédského národního týmu. S ním absolvoval MS 1979 v SSSR, odkud si odvezl výběr s třemi korunkami na dresech bronz. Stejný kov získal i na olympijských hrách 1980 v Lake Placid. Po odchodu do zámoří se objevil za národní tým ještě na nepovedeném Kanadském poháru 1981 (kde Švédi skončili v šestičlenném turnaji pátí) a po vyřazení svého klubu v prvním kole play off NHL posílil reprezentaci na MS 1983 v Západním Německu, kde Seveřané obsadili čtvrtou pozici.
Statistika na velkých mezinárodních turnajích
| Rok  | Tým        | Událost |   | Zápasy | Výhry | Remízy | Prohry | Minuty | Ink. góly | Čistá konta | Ink. G/Z |
| ---- | ---------- | ------- | - | ------ | ----- | ------ | ------ | ------ | --------- | ----------- | -------- |
| 1976 | Švédsko 19 | ME 19   | 3 |        |       |        | 180    | 4      |           | 1.33        |          |
| 1977 | Švédsko 20 | MS 20   | 7 |        |       |        |        |        |           | 4.05        |          |
| 1977 | Švédsko 18 | ME 18   | 3 |        |       |        | 180    | 3      |           | 1.00        |          |
| 1978 | Švédsko 20 | MS 20   | 4 |        |       |        | 240    | 10     | 0         | 2.50        |          |
| 1979 | Švédsko 20 | MS 20   | 6 |        |       |        |        |        | 1         | 2.00        |          |
| 1979 | Švédsko    | MS      | 6 | 1      | 1     | 4      | 360    | 38     | 0         | 6.33        |          |
| 1980 | Švédsko    | OH      | 5 | 2      | 2     | 1      | 300    | 18     | 0         | 3.60        |          |
| 1981 | Švédsko    | KP      | 2 | 0      | 0     | 0      | 92     | 9      | 0         | 6.00        |          |
| 1983 | Švédsko    | MS      | 9 | 4      | 1     | 4      | 540    | 27     | 0         | 3.00        |          |

## Klubová kariéra
Odchovanec klubu Hammarby IF Hockey v mládežnickém věku přestoupil do AIK Stockholm, v jehož dresu v letech 1978-80 chytal nejvyšší soutěž. V létě 1980 se rozhodl i kvůli svému draftování klubem Philadelphia Flyers pro odchod do zámoří a v sezoně 1980/81 byl v dresu Maine Mariners hvězdou farmářské ligy AHL, což dokládá výčet ocenění – Les Cunningham Award (nejužitečnější hráč), Dudley "Red" Garrett Memorial Award (nejlepší nováček), zařazení do All Star týmu soutěže a Harry "Hap" Holmes Memorial Award (brankář nejméně inkasujícího týmu). Svému týmu navíc pomohl až do finále soutěže, kde však se spoluhráči nestačil na Adirondack Red Wings. V sezoně 1981/82 se kromě Maine postavil osmkrát i mezi tyče Philadelphia Flyers v NHL. Premiéru si odbyl 25. března proti Washington Capitals (3:4). V následující sezoně již nastupoval za Flyers pravidelně a novináři jej zařadili do All Rookie týmu a zachytal si i utkání hvězd, v play off však jeho tým nepřešel první kolo. Ve Švédsku byl v hlasování hráčů oceněn trofejí Viking Award pro nejlepšího švédského hráče v zámoří. V sezoně 1983/84 chytal stabilně za Philadelphii, ale kvůli výkyvu formy se objevil i ve čtyřech utkáních AHL za Springfield Indians. Ve vyřazovacích bojích opět s "Letci" nepřelétl přes prvního soupeře. Svojí nejlepší sezonu kariéry zažil v ročníku 1984/85, během kterého si vysloužil nejen svojí druhou nominaci do utkání hvězd, ale také zařazení do 1. All star týmu a Vezina Trophy pro nejlepšího brankáře (tu získal jako první Evropan, na kterého navázal až od devět let později Dominik Hašek). V play off pak jeho mužstvo došlo až do finále Stanley Cupu, kde ztroskotalo na skvělé generaci Edmonton Oilers.
V sezoně 1985/86 v úvodních osmi utkáních sice navázal na formu z předešlé sezony, ovšem více toho již nestihl – 11. listopadu 1985 našel smrt za volantem svého Porsche 930.
Třikrát byl vybrán do švédského All Star týmu – 1979, 1980 a 1983. Trofej, která nese jeho jméno, je od sezony 1993/94 každoročně udílena v klubu Philadelphia Flyers hráči, který se nejvíce zlepšil mezi jednotlivými sezonami. Číslo Lindberghova dresu 31 se již v pensylvánském týmu neužívá.

## Statistiky

### Statistiky v základní části
| 1979/80                | AIK Ishockey        | Elitserien         | 32  | 3.44 | 86,9 |    |    |    | 107 | 709  | 2 | 1866 |
| 1980/81                | Maine Mariners      | AHL                | 51  | 3.23 | 89,3 | 31 | 14 | 5  | 165 | 1382 | 1 | 3035 |
| 1981/82                | Philadelphia Flyers | NHL                | 8   | 4.38 | 88,1 | 2  | 4  | 2  | 35  | 255  | 0 | 478  |
| 1981/82                | Maine Mariners      | AHL                | 25  | 3.31 |      | 17 | 7  | 2  | 83  |      | 0 | 1505 |
| 1982/83                | Philadelphia Flyers | NHL                | 40  | 2.98 | 89,1 | 23 | 13 | 3  | 116 | 937  | 3 | 2330 |
| 1983/84                | Philadelphia Flyers | NHL                | 36  | 4.05 | 86,0 | 16 | 13 | 3  | 135 | 828  | 1 | 1991 |
| 1983/84                | Springfield Indians | AHL                | 4   | 3.00 | 90,2 | 4  | 0  | 0  | 12  | 111  | 0 | 240  |
| 1984/85                | Philadelphia Flyers | NHL                | 65  | 3.02 | 89,9 | 40 | 17 | 7  | 194 | 1732 | 2 | 3849 |
| 1985/86                | Philadelphia Flyers | NHL                | 8   | 2.88 | 88,4 | 6  | 2  | 0  | 23  | 177  | 1 | 479  |
| NHL celkově            | NHL celkově         | NHL celkově        | 157 | 3.31 | 88,7 | 87 | 49 | 15 | 503 | 3929 | 7 | 9126 |
| AHL celkově            | AHL celkově         | AHL celkově        | 80  | 3.26 |      | 52 | 21 | 7  | 260 |      | 1 | 4780 |
| Elitserien celkově     | Elitserien celkově  | Elitserien celkově | 32  | 3.44 | 86,9 |    |    |    | 107 | 709  | 2 | 1866 |
| Konec hokejové kariéry |                     |                    |     |      |      |    |    |    |     |      |   |      |

### Statistiky v play off
| 1980/81     | Maine Mariners      | AHL         | 20 | 3.54 |      | 10 | 7  | 66 |     | 0 | 1120 |
| 1982/83     | Philadelphia Flyers | NHL         | 3  | 6.00 | 78,8 | 0  | 3  | 18 | 85  | 0 | 178  |
| 1983/84     | Philadelphia Flyers | NHL         | 2  | 6.92 | 76,9 | 0  | 1  | 3  | 13  | 0 | 26   |
| 1984/85     | Philadelphia Flyers | NHL         | 18 | 2.50 | 91,4 | 12 | 6  | 42 | 487 | 3 | 1007 |
| NHL celkově | NHL celkově         | NHL celkově | 23 | 3.13 | 89,2 | 12 | 10 | 63 | 585 | 3 | 1210 |

## Smrt
Při nehodě utrpěl nevratné poškození mozku, dále měl zlomenou čelist a kyčel. Rodiče vzhledem k tomu, že přístroje udržovaly v činnosti již bezvládné tělo, rozhodli o jejich odpojení i poskytnutí synových orgánů k transplantaci.